# Зелигер, Рудольф
Рудольф «Руди» Зелигер (нем. Rudolf "Rudi" Seliger; род. 20 сентября 1951, Мюльхайм-ан-дер-Рур, Северный Рейн-Вестфалия) — западногерманский футболист, нападающий.

## Карьера

### Клубная карьера
Во взрослом футболе дебютировал в 1971 году в клубе «Дуйсбург», за который выступал на протяжении всей своей игровой карьеры, продолжавшейся двенадцать лет. Его дебют в чемпионате состоялся 14 августа 1971 года в матче против клуба «Боруссия» (Дортмунд). Свой первый гол в чемпионате Зелигер забил 23 июня 1971 года в ворота клуба «Кёльн». Завершил карьеру футболиста в 1983 году.

### Карьера в сборной
22 декабря 1974 года дебютировал в официальных матчах в составе национальной сборной ФРГ в матче отборочного этапа чемпионата Европы 1976 года против команды Мальты. В последний раз в составе сборной вышел на поле 6 октября 1976 года в товарищеском матче против команды Уэльса.
Всего в составе сборной принял участие в двух матчах, не забив ни одного гола.